# Krummstab von Clonmacnoise

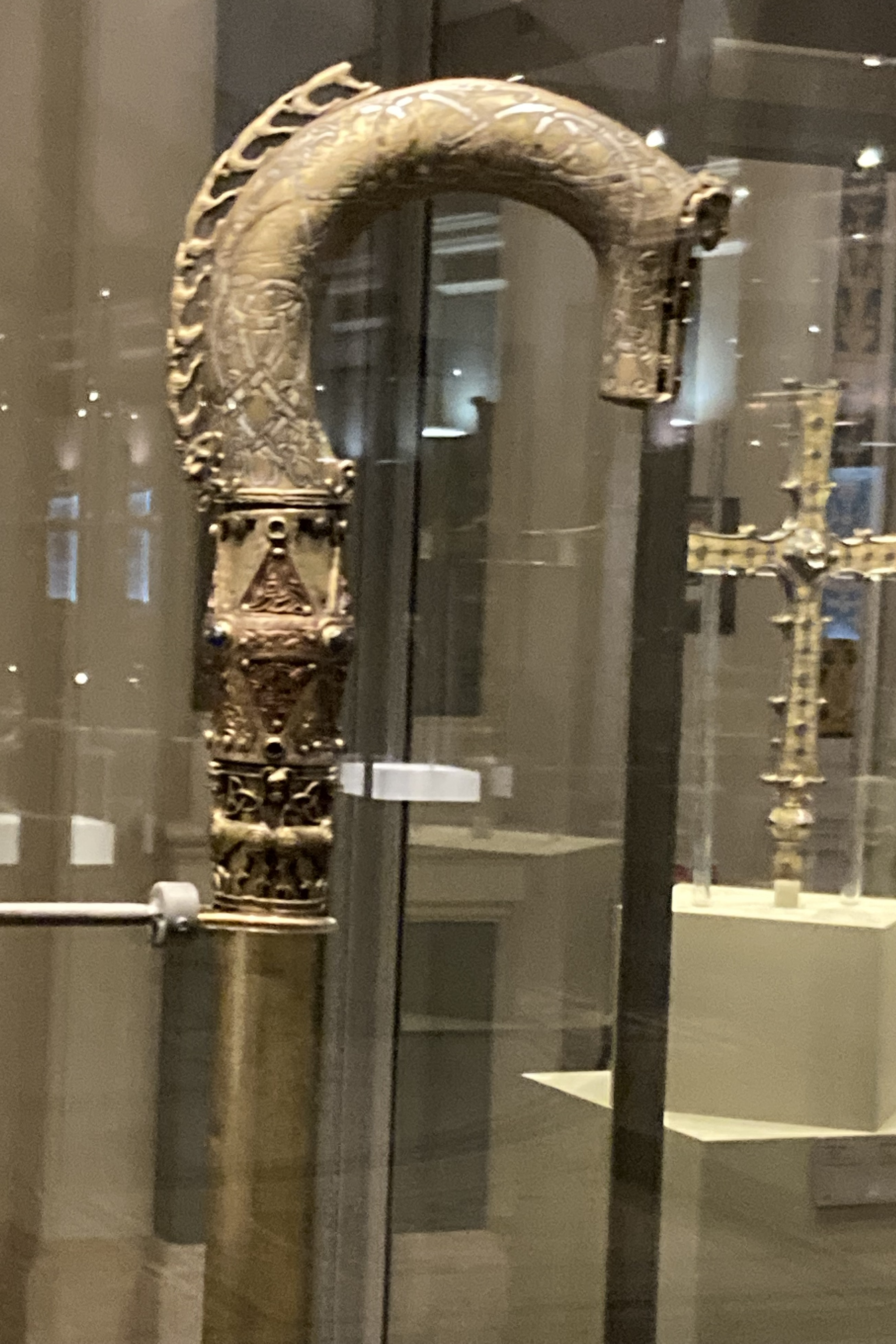
Krümme und obere Hülse mit unterer Einfassung des Krummstabs von Clonmacnoise

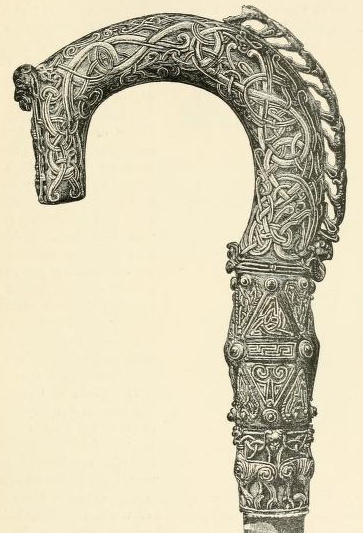
Lithografie

Der Krummstab von Clonmacnoise (englisch Crozier of Clonmacnoise, irisch Bachall Chluain Mhic Nóis) ist ein bronzener Krummstab, der mit dem Kloster Clonmacnoise im County Offaly in Irland in Verbindung gebracht wird. Der im hiberno-normannischen Stil gearbeitete Stab wurde im späten 11. Jahrhundert geschaffen und im 15. Jahrhundert umgearbeitet. Er wird heute im Irischen Nationalmuseum unter der Inventarnummer R2988 aufbewahrt.

## Provenienz
Die Fundumstände des Stabes sind unbekannt, es ist jedoch bekannt, dass der Stab schon früh mit den Äbten des Klosters Clonmacnoise in Verbindung gebracht wurde. Der Fund eines ähnlich verzierten Stabes im Kloster stützt diese Zuschreibung. Der Krummstab befand sich im Besitz des Dubliner Town Majors und Kunstsammlers Henry Charles Sirr (1764–1841), dessen Sammlung 1844 von der Royal Irish Academy erworben wurde. 1890 wurde das Irische Nationalmuseum gegründet, die Sammlung wurde daraufhin dorthin überführt.
Eine Nachbildung des Krummstabs von Clonmacnoise aus dem frühen 20. Jahrhundert befindet sich im Metropolitan Museum of Art in New York.

## Beschreibung

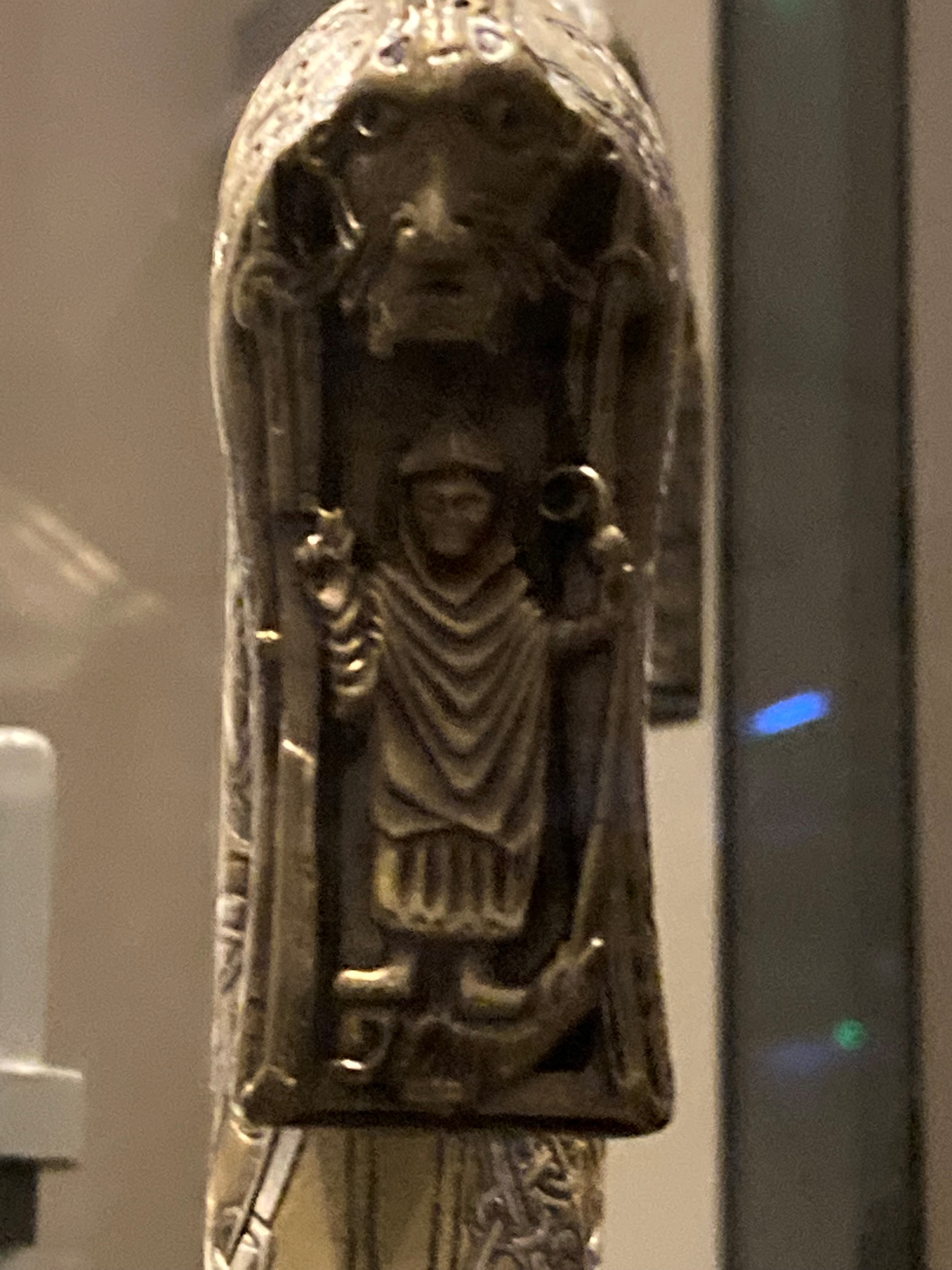
Krummstab von Clonmacnoise

Der Krummstab besteht aus einem Stab und einer darauf sitzenden bronzenen Krümme. Insgesamt ist er 97,1 cm hoch.
Der Stab ist aus Holz gefertigt und mit zwei röhrenförmigen Bronzeblechen umhüllt, die von drei dekorierten Hülsen zusammengehalten werden. 
Die obere sowie die untere Hülse bestehen aus mit Schnurmustern ausgefüllten geometrischen Feldern, die Schnurmuster sind mit Silber- und Kupferstreifen ausgeführt. Die Felder sind mit Flecht- und Palmettenmustern gefüllt, die vergoldet und emailliert waren, wobei das Email verloren ist. Die mittlere Hülse hat eine glatte Oberfläche, die ein mit Niello und Silber ausgeführtes lockeres Flechtmuster zeigt.
Die obere Hülse wird unten von einem gegossenen Ring eingefasst, auf dem vier katzenähnliche Wesen zu sehen sind. In die Augen sind blaue Glasperlen eingesetzt, die Gelenke und die Schwänze waren mit Silber eingelegt. Die Schwänze der Tiere enden jeweils mit einem weiteren Tierkopf.
Das untere Ende des Stabes wird mit einer Zwinge mit einem gegossenen Ring abgeschlossen, der die Bronzebleche unten zusammenhält. Die Naht der Bleche war wie bei vergleichbaren Krummstäben vermutlich durch einen Streifen verdeckt, auf dem sich Inschriften befanden.
Die aus einem Stück gegossene Krümme ist auf beiden Seiten mit schlangenartigen Wesen dekoriert, die ineinander verschlungen sind. Sie sind mit in Niello eingefassten Silberstreifen dekoriert. Die acht-förmige Verschlingung der Tiere sowie ihre gebogenen Oberkiefer entsprechen dem skandinavischen Ringerike-Stil des späten 11. Jahrhunderts, das Fehlen von floralen Elementen sowie die regelmäßige Verteilung der Tiere deuten auf den späteren Urnes-Stil hin. 
Am Schaft der Krümme sind zwei mit Niello eingelegte Tiere mit verschlungenen Schnurrbärten zu sehen, die mit silbernen Zickzackverzierungen und Silberkügelchen verziert sind. In einen Schlitz ist ein durchbrochener Kamm aus hundeähnlichen Wesen eingesetzt, die mit ihren Mäulern jeweils das Hinterteil des vorhergehenden Hundes packen.
Das Endstück zeigt vorne einem mit einer Mitra gekleideten Bischof, der ein Ungeheuer mit seinem Krummstab erschlägt. Er wird von einem bärtigen Kopf überragt, dessen langes Haar die Bischofsfigur an den Seiten einrahmt. Diese Kleinskulptur am Ende der Krümme ist in gotischem Stil gearbeitet und wird als Umarbeitung des Krummstabs in das 15. Jahrhundert datiert.

## Einordnung
In der frühen irischen Kirche stellen mit über vierzig bezeugten Exemplaren hölzerne Krummstäbe die größte Gruppe der mit einem Reliquiar versehenen Gegenstände dar. Im frühen Mittelalter waren kurze Krummstäbe in ganz Europa in Gebrauch, wurden aber nach und nach durch längere ersetzt. Nur in Irland blieben sie bis ins Spätmittelalter in Gebrauch, wobei die meisten davon im 11. und 12. Jahrhundert neu hergerichtet und dekoriert wurden. Die Verwendung von Silber und Niello auf einem glatten Untergrund ist dabei ein typisches Merkmal für eine kleine Fundgruppe aus den südlichen Midlands, wo sich auch Clonmacnoise befindet.